# Шуто (окръг)
Окръг Шуто (на английски: Chouteau County) е окръг в щата Монтана, Съединени американски щати. Площта му е 10 352 km², а населението - 5765 души (2017). Административен център е град Форт Бентън.